# Filiberto Ferrero
Filiberto Ferrero (* 1500 in Biella; † 14. August 1549 in Rom) war ein Kardinal der katholischen Kirche.

## Leben
Das älteste der sieben Kinder des Goffredo Ferrero war der Bruder des Kardinals Pier Francesco Ferrero, der Neffe der Kardinäle Gianstefano Ferrero und Bonifacio Ferrero, wie auch der Onkel des Kardinals Guido Luca Ferrero.
Am 17. Mai 1518 zum Bischof von Ivrea erwählt, verwaltete er seine Diözese bis zum kanonischen Alter von 27 Jahren als Administrator. Seit 1528 Almosenier des Königs von Frankreich, war er 1530 Botschafter des Herzogs von Savoyen in Venedig und wurde am 12. November 1532 Nuntius in Savoyen. Seit 1534 Gouverneur von Piacenza, war er seit 1535 Kommendatarabt der Abtei S. Michele della Chiusa und seit dem 28. Oktober 1537 auch Kommendatarabt von S. Stefano im Bistum Ivrea. Von 1537 bis 1541 als Nuntius in Frankreich tätig, kreierte ihn Papst Paul III. am 8. April 1549 zum Kardinalpriester und verlieh ihm am 10. Mai 1549 die Titelkirche San Vitale.
Kardinal Ferreros Grab befindet sich in seiner Heimat Biella, wohin er überführt wurde.